# Fatoumata Balley
Pour les articles homonymes, voir Balley.
Fatoumata Balley (née le 9 avril 1997 à Conakry), est une athlète guinéenne, spécialiste du saut en hauteur. 

## Biographie
Fatoumata Balley naît à Conakry. Elle subit un accident grave dans sa jeunesse, la menant à rejoindre la France pour se soigner. Faisant face à des soucis au niveau physique à la suite de cet accident, elle se lance dans l'athlétisme afin de trouver un épanouissement personnel.
En 2023, la pensionnaire de l'Amiens UC Athlétisme remporte la médaille d'or du concours du saut en hauteur des Jeux de la Francophonie à Kinshasa.
L'année suivante, elle est médaillée d'argent du saut en hauteur aux Jeux africains à Accra et médaillée de bronze de la même épreuve aux Championnats d'Afrique à Douala.

## Palmarès
| Date | Compétition             | Lieu     | Résultat | Épreuve         | Marque |
| ---- | ----------------------- | -------- | -------- | --------------- | ------ |
| 2023 | Jeux de la Francophonie | Kinshasa | 1re      | Saut en hauteur | 1,76 m |
| 2024 | Jeux africains          | Accra    | 2e       | Saut en hauteur | 1,81 m |
| 2024 | Championnats d'Afrique  | Douala   | 3e       | Saut en hauteur | 1,84 m |

## Records
| Épreuve                   | Marque      | Lieu             | Date            |
| ------------------------- | ----------- | ---------------- | --------------- |
| Saut en hauteur extérieur | 1,90 m (NR) | Clermont Ferrand | 18 mai 2025     |
| Saut en hauteur intérieur | 1,85 m (NR) | Hustopece        | 08 février 2025 |